# Carquefou
Carquefou är en kommun i departementet Loire-Atlantique i regionen Pays de la Loire i nordvästra Frankrike. Kommunen ligger i kantonen Carquefou som tillhör arrondissementet Nantes. År 2022 hade Carquefou 20 535 invånare.

## Befolkningsutveckling
Antalet invånare i kommunen Carquefou
| Referens: INSEE |